# 과천운수
합명회사 과천운수(合名會社 果川運輸)는 경기도 과천시의 마을버스 회사이다. 계열사로는 인근 안양시의 마을버스 회사인 호계운수와 과천시 소속 최초 시내버스 업체 과천여객이 있다.

## 역사
2006년 2월에 당시 경영난을 겪은 삼영운수 과천영업소를 평촌운수가 인수하여 설립하여, 2012년 7월1일 법인 분할로 안양시 마을버스회사인 호계운수 계열사로 편입 되었다. 2015년 3월 1일에는 과천시영버스의 운행 노선들을 양수하였고, 보영운수의 11-7번의 대체 노선인 7번을 개통하였다. 2016년 2월 같은 과천시 면허로 시내버스 업체인 과천여객을 설립하고, 같은해 3월 7일에 마을버스 6번을 시내버스로 승격시켜 이관하였다.

## 노선
과천운수는 5개의 마을버스 노선을 보유하고 있다.
- ● 1번: 문원동 ↔ 과천시청
- ● 2번: 문원동 ↔ 과천시청 (구 1번 시계방향)
- ● 3번: 선바위역 ↔ 과천갈현초등학교 (구 과천시영 3번)
- ● 5번: 과천시청 ↔ 과천제이드자이 (구 과천시영 4번)

## 과거 노선
- ● 6번: 과천시청 ↔ 주암동 ↔ 양재화물터미널 (구 과천시영 1번; 2015년 6월 27일 7번과 통합, 2016년 3월 7일 일반 시내버스로 형간 전환 및 계열사 과천여객에게 양도)
- ● 7번: 선바위역 ↔ 주암동 ↔ 양재화물터미널 (2015-03-01 ~ 2015-06-26, 2015년 6월 27일부로 6번에 흡수통폐합)
- ● 3-1번: 과천시청 ↔ 뒷골 (구 과천시영 3번)

## 보유 차량
- 자일대우 레스타
- 자일대우 BS090 뉴 로얄미디
- 현대 그린시티
- CRRC 중국중차 그린웨이 720
- 우진산전 아폴로 900